# 上海通茂大酒店
31°13′42″N 121°31′52″E / 31.22842°N 121.53115°E
上海通茂大酒店，是一家位于中华人民共和国上海浦东新区的四星级宾馆。具体位置位于陆家嘴金融贸易区内的松林路上。

## 特点
上海通茂大酒店投资总额为5.6亿元，为信息产业部所属中国电信、中国移动、中国邮政等28家股东共同在上海浦东投资建成。总面积54000平方米，建筑高度134米，主楼34层，地下2层，由新加坡RSP（雅思柏）设计事务所、华东设计院设计，采用塔型结构。